# Туринський метрополітен
Туринський метрополітен(італ. Metropolitana di Torino) — метрополітен у місті Турині, Італія. Відкритий 4 лютого 2006 року, за кілька днів до початку XX Зимових Олімпійських ігор.

## Історія
19 грудня 2000 почалося будівництво метрополітену. Початкова ділянка складалася з 11 станцій і 7,5 км. Систему було побудовано за прикладом метрополітену Лілля. Використовуються ідентичні вагони і габарити. Система побудована в двоколійному тунелі великого діаметра (7,8 метра).

### Лінія 1
На початок 2018 року лінія складається з 23 станції, 15,1 км. Всі станції підземні, мілкого закладення, середня глибина 16 метрів. Станції довжиною 60 метрів з береговими платформами. На станції використовується система горизонтальний ліфт. Середня відстань між станціями 550 метрів. Потяги на шинному ходу, рух здійснюється без машиністів, кабіни також відсутні. Пасажири через лобове скло мають змогу дивитися вперед.

## Хронологія
- 4 лютого 2006 : «18 дічембре» — «Фермі» 11 станцій (7,5 км)
- 5 жовтня 2007 : «18 дічембре» — «Порта нуова» 4 станції (2,1 км)
- 6 березня 2011 : «Порта нуова» — «Лінготто» 6 станцій (3,6 км)
- 23 квітня 2021 : «Лінготто» — «Бенгасі» 2 станції

## Розвиток
На 2018 рік будується ще 2 станції Першої лінії. Закінчується проєктування Другої лінії.

## Режим роботи
Працює з 06:00 до 0:00. Інтервал руху 2 хвилини в годину пік, міжпіковий 4-6 хвилин.

## Галерея

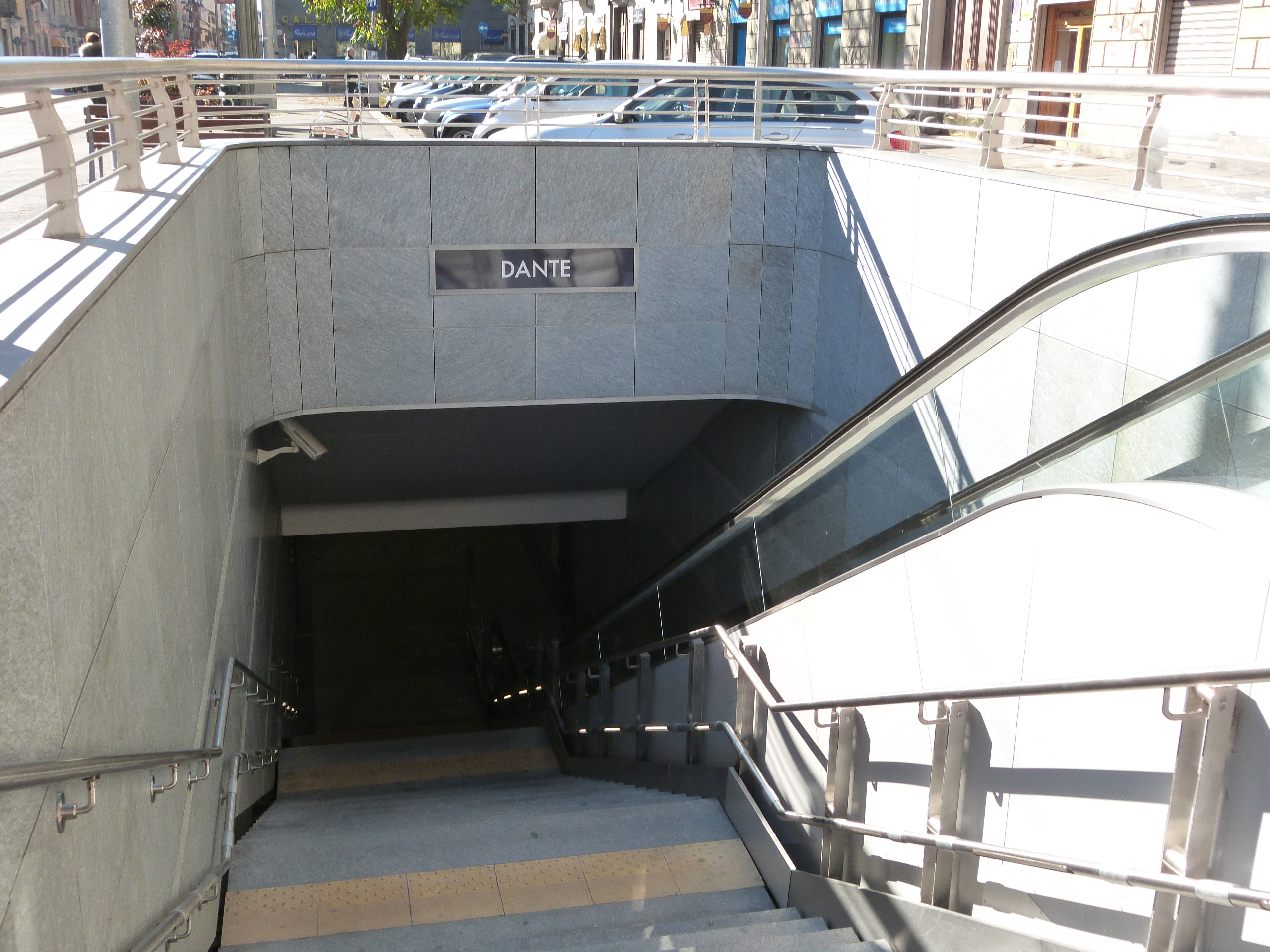
Вихід зі станції «Данте»
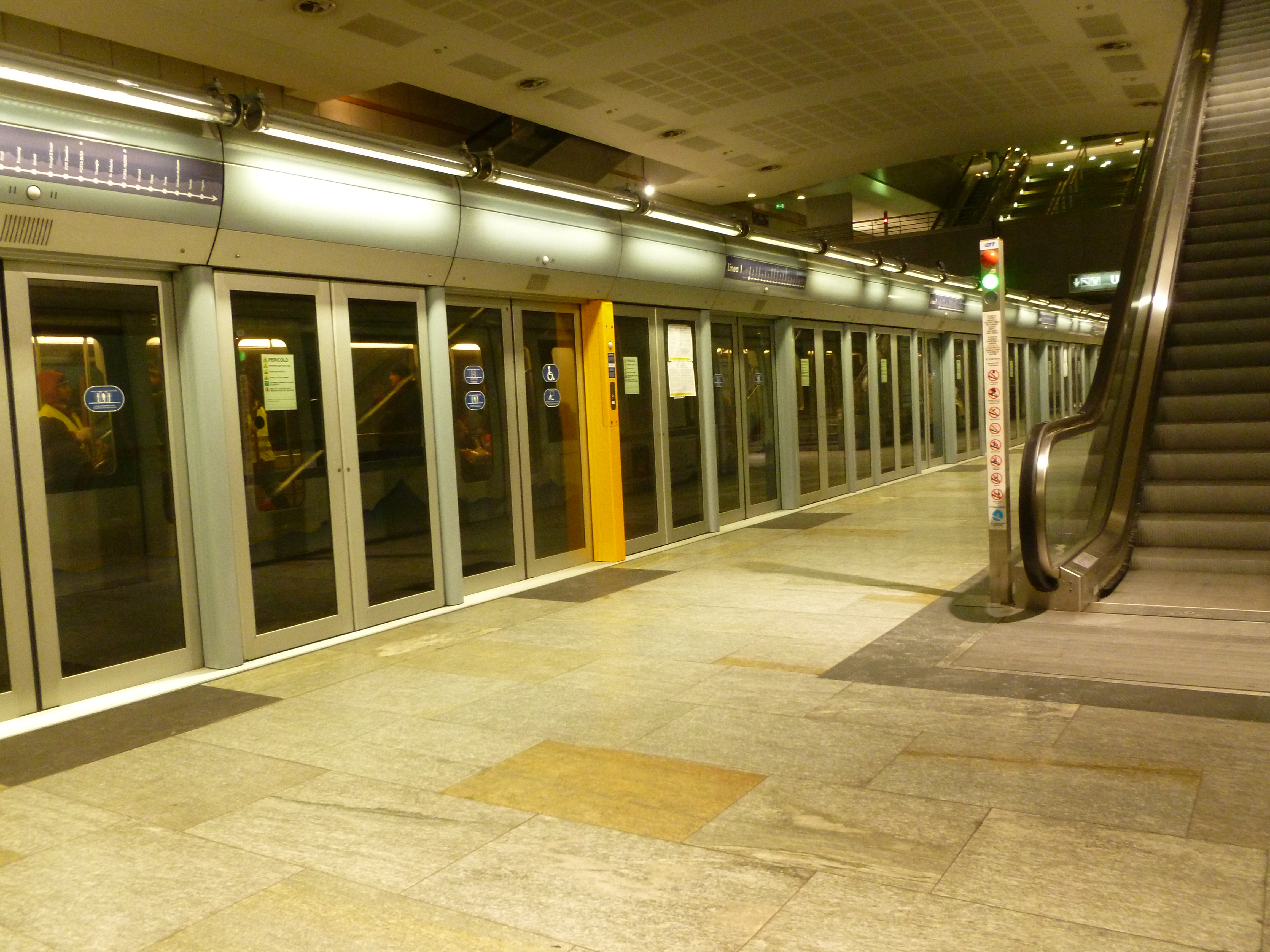
Станція «Марке»
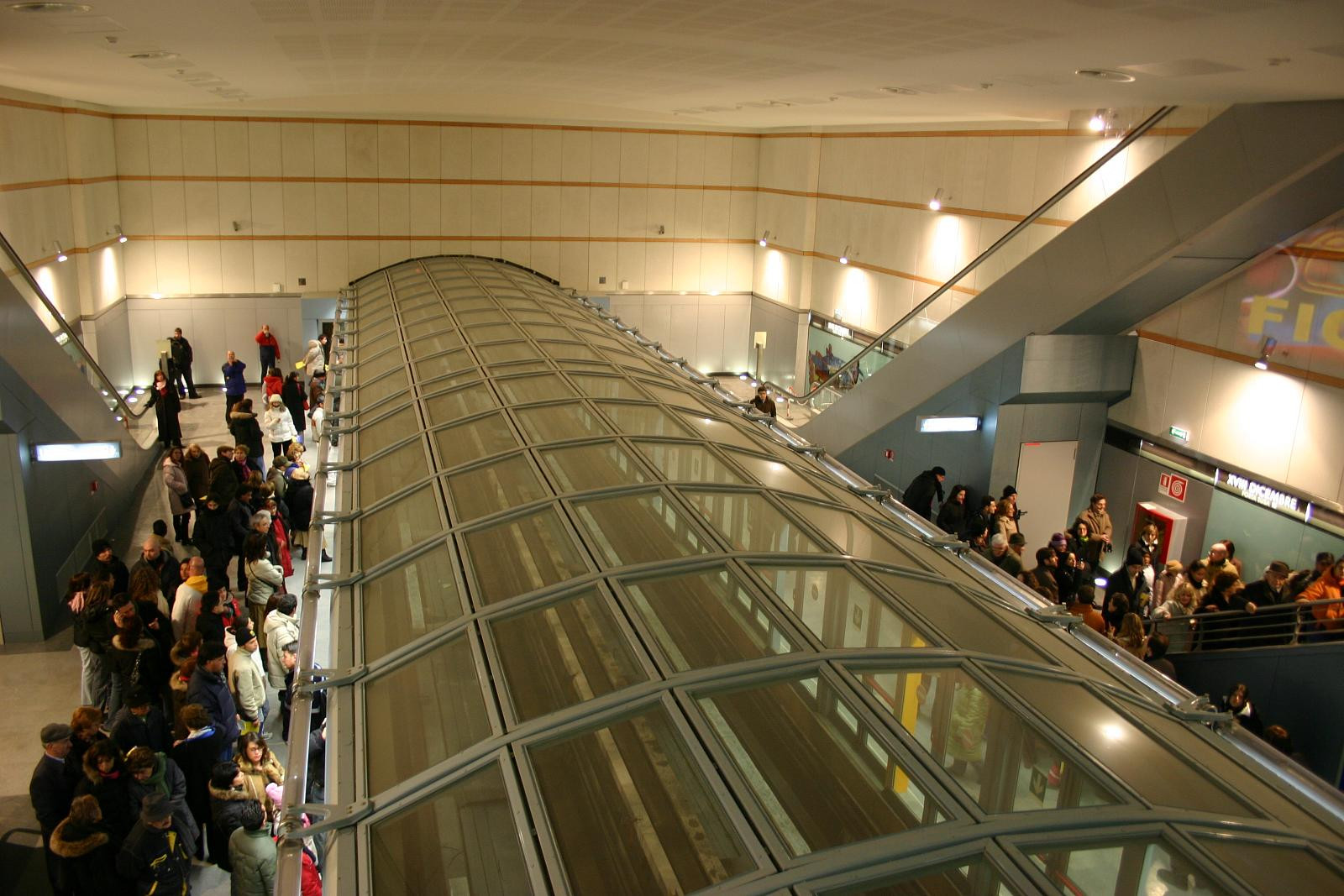
Станція «18 дічембре»